# Inger Johansson
Inger Kristina Johansson (n. 25 aprilie 1947, Helsingborg, Suedia) este o traducătoare literară suedeză din limbile engleză și română. A tradus în limba suedeză operele unor scriitori români semnificativi precum Mircea Cărtărescu, Gabriela Melinescu, Nichita Stănescu, Ileana Mălăncioiu, Max Blecher, Gianina Cărbunariu, Paul Celan, Horia Lovinescu, Norman Manea, Mihail Sebastian și Varujan Vosganian.
A câștigat mai multe premii literare suedeze pentru traducere și a fost decorată în anul 2024 cu Ordinul „Meritul Cultural” în grad de Ofițer pentru „traducerea în limba suedeză a unui important număr de opere literare românești” și contribuția sa la „promovarea culturii române în Regatul Suediei”.

## Biografie

### Studii
S-a născut la 25 aprilie 1947 în orașul Helsingborg și a urmat începând din 1965 studii de licență în filologie (franceză, română și engleză) la Facultatea de Litere a Universității din Lund, unde l-a avut profesor pe lingvistul romanist Alf Lombard, apoi studii de masterat la aceeași instituție educațională. A învățat limba română prin lecții particulare cu profesoara Dagmar Falk (1912–2019) și a fost în acea vreme singura studentă suedeză care a urmat studii de filologie română. „Grație doamnei Falk, m-am îndrăgostit brusc de limbă și, în scurt timp, mai ales de poezia modernistă”, a afirmat ea mai târziu. Ea a menținut legătura cu fosta ei profesoară timp de încă 60 de ani, iar Dagmar Falk a susținut-o în activitatea ei ulterioară și a fost foarte interesată de tot ceea ce făcea.
După un an de studiere a limbii române la Lund, în care româna a fost pentru ea „ca limba latină, un fel de limbă moartă”, Inger Johansson a studiat pentru un semestru în anul universitar 1967–1968 la Institutul de Limbi Străine din cadrul Universității din București. Venirea ei în România a avut loc într-o perioadă în care, potrivit propriei mărturisiri, „exista un fel de optimism – studenții pe care îi întâlneam erau optimiști”, iar șederea ei a durat șapte luni, după care ea a trebuit să se întoarcă în Suedia pentru a se căsători. „Mi-a plăcut foarte mult semestrul aici”, a mărturisit ea ulterior.

### Cariera de traducătoare
A început să lucreze ca traducătoare literară din 1971 și s-a dedicat exclusiv acestei profesii, traducând romane, biografii, studii de istorie a religiilor și volume de poezie, cu toate că, potrivit propriei mărturisiri, venitul mediu al unui traducător era comparabil cu salariul de început al unui angajat din comerț. Ea a tradus din limbile engleză și română în suedeză, iar principalii autori traduși au fost Karen Armstrong⁠(d), Margaret Atwood, André Brink⁠(d), Mircea Cărtărescu, Doris Lessing, Olivia Manning⁠(d), Gabriela Melinescu, Orhan Pamuk și Tim Winton. După ce a realizat primele traduceri din limba engleză, a încercat să traducă din limba română și a fost îndemnată să înceapă cu romanul Îngerul de gips al lui Nicolae Breban. Primul autor român pe care l-a tradus în limba suedeză a fost Gabriela Melinescu, care emigrase în Suedia în anul 1975 și îi devenise prietenă. Inger Johansson a tradus trei romane și un jurnal ale Gabrielei Melinescu, dar din cauza lipsei de interes a editurilor suedeze față de literatura română s-a profilat pe traducerea de literatură engleză și a reînceput să traducă literatură română abia la începutul anilor 2000, când editura Bonniers a angajat-o să traducă scrieri ale lui Mircea Cărtărescu. În acest timp a mai tradus drama Cain și Abel a lui Horia Lovinescu, reprezentată în 1987, câteva poeme românești incluse în nr. 4/1992 al revistei literare suedeze Studie kamraten, precum și unele scrieri mai mici, care au fost publicate în numărul 5–6/1996 al revistei literare suedeze Ariel⁠(d), redactat de Thomas Kjellgren⁠(d) și dedicat integral literaturii române.
Traducerea scrierilor Gabrielei Melinescu (mai ales cea a Jurnalului egoistului solitar, pe care l-a descris drept o „mărturisire de o mare puritate și mare bogăție”) au contribuit la o evoluție a traducătoarei în plan sentimental și spiritual. În cursul unei vizite la București, unde venise pentru a discuta cu Breban despre traducerea cărții sale în suedeză, Inger Johansson l-a cunoscut pe poetul Nichita Stănescu (1933–1983), pe care l-a descris ulterior ca fiind „puțin timid” și având „o strălucire aparte” și care a emoționat-o prin faptul că a tratat-o ca pe „o mică soră”. Ea a tradus ulterior, împreună cu Gabriela Melinescu, un volum de poezie al lui Nichita Stănescu. După răsturnarea regimului comunist, Inger Johansson a călătorit de mai multe ori în România: în octombrie 1992 (când a participat la ediția a IX-a a Colocviilor Naționale de Poezie de la Piatra Neamț, unde a obținut o „Diplomă de onoare”), în mai 1995 (când a fost invitată la un dialog cultural româno-suedez organizat de Ambasada Suediei în România, Universitățile din București și Brașov, Asociația Scriitorilor Profesioniști din România și Societatea Culturală Antract, a vorbit la lansarea ediției bibliofile a volumului antologic Jurămîntul de sărăcie, castitate și supunere al Gabrielei Melinescu și a ținut o conferință despre literatura suedeză), în octombrie 1997 (când a participat, în Casa Monteoru (sediul Uniunii Scriitorilor), la ceremonia lansării volumului Jurnalul ocult de August Strindberg, tradus de Gabriela Melinescu), în mai 2004 (când a luat parte la lansarea în Casa Monteoru a două cărți ale Gabrielei Melinescu: Jurnal suedez III și romanul Acasă printre străini și a antologiei de poezie Ioni a Katarinei Frostenson⁠(d), tradusă de Gabriela Melinescu, și apoi în Librăria Cărturești la lansarea volumului de poezie Pagini din cartea nopții al lui Tomas Tranströmer, tradus de Dan Shafran⁠(d)) și în octombrie 2014 (când a fost invitată la ediția a II-a a Festivalului Internațional de Literatură și Traducere Iași – FILIT).
Cu toate că a tradus un număr mare de cărți din limba engleză, Inger Johansson a devenit cunoscută îndeosebi ca traducătoare de literatură română: a tradus mai multe cărți ale lui Mircea Cărtărescu (trilogia Orbitor, Nostalgia, Travesti, Jurnal, Levantul, Solenoid⁠(d), Melancolia) și ale Gabrielei Melinescu (romanele ei, două jurnale și poeme), dar și operele unor autori ca Max Blecher, Gianina Cărbunariu, Paul Celan, Horia Lovinescu, Norman Manea, Ioana Nicolaie, Mihail Sebastian, Nichita Stănescu, Varujan Vosganian, ea fiind în acea perioadă singura traducătoare autohtonă suedeză de limba română. Traducerile ei au fost realizate la comanda editurilor, cu excepția operelor scrise de Nichita Stănescu, Max Blecher și Mihail Sebastian. Cărțile traduse din literatura română au avut, în medie, un tiraj între 500 (volume de poezie) și 3.000 de exemplare. Inger Johansson este cea mai prolifică traducătoare a prozei lui Cărtărescu: ea a muncit, potrivit propriei mărturisiri, ca o termită pentru a reconstrui în limba suedeză universul plin de metafore al prozei scriitorului român și a susținut că „trebuie să fiu meticuloasă pentru că [textul – n.n.] este extrem de precis și de viguros”, iar Cărtărescu i-a spus atunci când ea a încheiat cea de-a doua traducere că „această carte este acum în egală măsură a mea și a ta”. Prima carte a lui Cărtărescu pe care a tradus-o a fost romanul Nostalgia, care a fost publicat în versiune suedeză în mai 2002 și a avut parte de cronici entuziaste în presa suedeză. Inger Johansson a mai tradus câteva poezii ale lui Mihai Eminescu, care au fost recitate în limba suedeză de actorul Christian Fox la serata organizată în 15 ianuarie 2018 la sediul Institutului Cultural Român din Stockholm, cu ocazia sărbătoririi Zilei Culturii Naționale, schițele „Situațiunea” și „Intelectualii...” ale lui Ion Luca Caragiale, precum și unele poezii ale Norei Iuga (din volumul Autobuzul cu cocoșați), ale lui Vasile Voiculescu, Mircea Ivănescu, Emil Brumaru, ale lui Ion Mureșan (din volumul Alcool), ale Anei Blandiana (din volumul Patria mea A4) și ale Magdei Cârneci.
Întrebată într-un interviu cu privire la dificultățile întâmpinate în traducerea literaturii române, ea a răspuns: „Traducerea din orice limbă este întotdeauna grea. Nu se poate spune că e mai ușor sau mai greu dintr-o limbă în alta. Trebuie să ai talent, interes și insistență să o faci.”, completând mai apoi că „fiecare traducere este la urma urmei un proiect de cercetare” și mărturisind ulterior: „Dificultățile sunt mai degrabă de natură terminologică, cât și de găsit un registru potrivit. Însă în limba suedeză găsești destul de ușor stilul acesta sec și cam pedant, aproape birocratic, care, pe de altă parte, cere ordinea sa strictă a cuvintelor.”. În opinia ei, „o carte are doi autori: scriitorul și traducătorul”. Într-un interviu din 2017, ea afirma că principala satisfacție pe care a resimțit-o este bucuria pe care au arătat-o românii atunci când au aflat că ea traduce literatură română („Fiecare român căruia i-am povestit asta de-a lungul anilor a fost personal fericit. [...] Faptul că limba, literatura și poezia sunt comoara comună a tuturor face parte din tradiție. Românii au fost privați de atât de multe lucruri din punct de vedere istoric și sunt fericiți că mă dedic acestui lucru. Ea creează legături între oameni și devine o bucurie neegoistă, pe care toată lumea o poate împărtăși.”).
Traducerile lui Inger Johansson au fost elogiate de criticii literari suedezi, ceea ce a făcut ca Inger Johansson să fie considerată drept unul dintre cei mai importanți traducători suedezi. A îndeplinit funcția de președinte al Secției de traducători a Uniunii Scriitorilor din Suedia⁠(d) între anii 1999 și 2005 și a fost apoi responsabilă cu informarea traducătorilor (översättarinformatör) cu privire la onorarii și contracte din 2005 până în 2010. A editat, de asemenea, o revistă cinematografică cu articole în trei limbi: franceză, română și engleză.

### Recunoașteri profesionale
Activitatea de traducătoare a lui Inger Johansson a fost recunoscută prin acordarea Premiului pentru traducere al Samfundet De Nio⁠(d) (1999), a Bursei memoriale „Albert Bonniers 100-årsminne”⁠(d) (2003), a Premiului pentru traducere „Elsa Thulin”⁠(d) (2009), a Premiului pentru traducere al Academiei Suedeze⁠(d) (2011) și a Premiului Letterstedt pentru traduceri⁠(d) al Academiei Regale Suedeze de Litere (2016). În anul 2017, cu ocazia împlinirii vârstei de 70 de ani, Institutul Cultural Român din Stockholm⁠(d) i-a acordat un premiu de excelență în valoare de 20.000 coroane suedeze, prin care i-a recompensat „atât meritele, talentul și serviciile aduse culturii române timp de 40 de ani, cât și strădania de a face ca literatura română să fie cunoscută și îndrăgită în Suedia”. A fost distinsă în anul 2021 cu Premiul Fundației Helge Ax:son Johnsons, în valoare de 200.000 de coroane. Academia Suedeză⁠(d) i-a conferit Premiul Kellgren⁠(d) în decembrie 2024.
În martie 2024, la propunerea Institutului Cultural Român din Stockholm și a Ambasadei României în Regatul Suediei, președintele Klaus Iohannis al României i-a conferit Ordinul „Meritul Cultural”, în grad de „Ofițer”, categoria F „Promovarea culturii”. Această distincție i-a fost înmânată de Daniel Ioniță, ambasadorul României în Regatul Suediei, în cadrul unei ceremonii organizate în seara de 27 noiembrie 2024, înaintea concertului dedicat Zilei Naționale a României. În cuvântarea rostită cu acel prilej, ambasadorul Ioniță a declarat că „prin munca sa asiduă de traducere, doamna Inger Kristina Johansson a desființat granițe și a creat locuri de întâlnire, făcând posibilă comunicarea între valorile culturale românești și cele suedeze, construind astfel o punte culturală între cele două țări” și a susținut că decorația acordată traducătoarei urmărește să răsplătească „munca intensă, constantă și stăruitoare a doamnei Inger Kristina Johansson, care a contribuit în mod esențial la aducerea în atenția presei și a cititorilor suedezi a unor nume mari din literatura română contemporană, sporind vizibilitatea culturii române în Suedia”. Inger Johansson a mulțumit pentru această onoare și a răspuns că „România reprezintă destinul său” și că decorația primită „a adăugat o nouă dimensiune vieții mele și o va lumina pentru totdeauna”.
Inger Johansson locuiește în orașul Lund. Este căsătorită, iar soțul ei lucrează în domeniul epurării apelor din România.

## Traduceri

### În suedeză
- Karen Armstrong⁠(d): Spiraltrappan (Scara în spirală), Bokförlaget Forum, Stockholm, 2004[3]
- Karen Armstrong⁠(d): Myternas historia (Istoria miturilor), Albert Bonniers Förlag, Stockholm, 2005[3]
- Karen Armstrong⁠(d): För Guds skull: om religionens betydelse (Pentru numele lui Dumnezeu: despre importanța religiei), Bromberg, Stockholm, 2011[9]
- Margaret Atwood: Den frystorkade brudgummen : nio berättelser (Mirele liofilizat: Nouă povestiri), Norstedts pocket, Stockholm, 2016[9]
- Daniel Bănulescu: „Prolog till balladen om Daniel Bănulescu”, „Kvällen då dina lår debuterar unter Daniel Bănulescu händer”, „Du kommer att bli rynkig bli en exotisk frukt”, „Du fortsätter att ge allt de sista hundra meterna”, „Naturhistoriska museet”, în Om jag inte får tala med någon nu. 27 poeter från rumänien, Bokförlaget Tranan, Stockholm, 2011, pp. 215–227[53]
- Max Blecher: Händelser ur den omedelbara overkligheten (Întâmplări în irealitatea imediată), H:ström, Umeå, 2010[5][54]
- Max Blecher: Upplyst gryt (Vizuina luminată: Jurnal de sanatoriu), Bokförlaget H:ström Text & Kultur, Umeå, 2021[5][11][55]
- André Brink⁠(d): På andra sidan tystnaden (De cealaltă parte a tăcerii), Bokförlaget Forum, Stockholm, 2003[9]
- Gianina Cărbunariu: Tigern från Sibiu (Tigrul sibian), dramă, 2014[5][56] – reprezentat în premieră în limba suedeză în septembrie 2015 la Teatrul Dramatic Regal din Stockholm, în regia Sofiei Jupither⁠(d),[57][58] și apoi într-un turneu organizat în principalele orașe din Suedia, Finlanda și Norvegia[58]
- Mircea Cărtărescu: Nostalgia (Nostalgia), Bonnier/Panache, Stockholm, 2002;[5][9][41][59][60][61] ediție nouă, Albert Bonniers, Stockholm, 2023[5]
- Mircea Cărtărescu: Orbitor. Vänster vinge (Orbitor. Aripa stângă), Bonnier/Panache, Stockholm, 2004[5][9][59][62]
- Mircea Cărtărescu: Orbitor. Kroppen (Orbitor. Corpul), Bonnier/Panache, Stockholm, 2006[5][9][16][63]
- Mircea Cărtărescu: Orbitor. Höger vinge (Orbitor. Aripa dreaptă), Albert Bonniers Forlag AB/Panache, Stockholm, 2008[5][9][64][65]
- Mircea Cărtărescu: Dagbok 1994–2003 (Jurnal 1994–2003), Bonnier/Panache, Stockholm, 2011[5][9][66][67]
- Mircea Cărtărescu: „Gula löv, trafikljus”, „Dire Straits”, „A, la luna, la luna...”, „Moln över huset mitt emot”, în Om jag inte får tala med någon nu. 27 poeter från rumänien, Bokförlaget Tranan, Stockholm, 2011, pp. 177–186[68]
- Mircea Cărtărescu: Travesti (Travesti), Bonnier/Panache, Stockholm, 2013[3][5][9][69][70][71]
- Mircea Cărtărescu: Levanten – Österlandet (Levantul), Albert Bonniers, Stockholm, 2015[5][9][11][72][73]
- Mircea Cărtărescu: Solenoid (Solenoid), Albert Bonniers, Stockholm, 2019[5][9][49][74]
- Mircea Cărtărescu: Melancolia (Melancolia), Albert Bonniers, Stockholm, 2023[5]
- Paul Celan: De rumänska dikterna (Poeme românești), Modernista, Stockholm, 2004 – traducere și postfață[5][50][9][75]
- Honorina Chitic: Egentligen ensam (Mai degrabă singură), Gondolin, Stehag, 2006[5]
- Honorina Chitic: Som om vi aldrig (Parcă niciodată), Smockadoll, Malmö, 2009[5]
- Honorina Chitic: PS Läs mellan raderna (P.S. Citește printre rânduri), Smockadoll, Malmö, 2012[5]
- Honorina Chitic: Trots allt och likväl (Fără tihnă) Smockadoll, Malmö, 2015[5]
- Michael Cox⁠(d): Mörkrets väg (Calea întunericului), Albert Bonniers Förlag, Stockholm, 2007[3]
- Nora Iuga: „Sam presenterar sig för läsaren”, „Minodora drömmer om sam”, „Sam hos tandläkaren”, „Sam har du betalat ljuset frågade du”, „Sam söker efter elohim”, „Sam och lilla hyndan Dracula på Ferdinandboulevarden”, „Jag är en bekymrad far”, „Sams anvisningar till sin Son Benedict”, „Sam är en moderat anark”, „Sam vill spela flöjt”, „Trötter jobbar nattskift”, „Sam är en ängel”, „Sam håller ordning på husses liktornar”, „Terente sköter om sam”, în Om jag inte får tala med någon nu. 27 poeter från rumänien, Bokförlaget Tranan, Stockholm, 2011, pp. 51–65.[76]
- Vénus Khoury-Ghata: Variationer kring ett körsbärsträd (Variațiuni în jurul unui cireș), Elisabeth Grate Bokförlag, Stockholm, 2011 – împreună cu Jeana Jarlsbo⁠(d)[3]
- Doris Lessing: Ljuvaste dröm (Cel mai dulce vis), Bokförlaget Forum, Stockholm, 2001[9]
- Horia Lovinescu: Kain och Abel (Cain și Abel), dramă, 1987[5]
- Norman Manea, Oktober, klockan åtta (Octombrie, ora opt), 2244, Stockholm, 2015[5]
- Ileana Mălăncioiu: „Ett brott begånget på huvudgatan”, „Jag kan inte klaga”, „Mordängeln”, „Tung atmosfär”, „Detta är mitt huvud”, „Åter på det öde torg”, „Jag ser in i din själ”, „En stödjepunkt”, „I min immiga spegel”, „En tryckande väntan”, în Om jag inte får tala med någon nu. 27 poeter från rumänien, Bokförlaget Tranan, Stockholm, 2011, pp. 69–78.[77]
- Gabriela Melinescu: Lögnens fader (Tatăl minciunii), René Coeckelberghs Förlag, Stockholm, 1977[5]
- Gabriela Melinescu: Tålamodets barn (Copiii răbdării), René Coeckelberghs Förlag, Stockholm, 1979[5][78]
- Gabriela Melinescu: Vargarnas himlafärd (Lupii urcă în cer), René Coeckelberghs Förlag, Stockholm, 1981[5][78]
- Gabriela Melinescu: En solitär egoists dagbok (Jurnalul egoistului solitar), René Coeckelberghs Förlag, Stockholm, 1982;[5][78] Dejavu Förlag, Stockholm, 2010[78]
- Gabriela Melinescu: Trollkarlen fran Gallipoli. Dagbok II (Vrăjitorul din Gallipoli), René Coeckelberghs Förlag, Stockholm, 1986[5][78]
- Gabriela Melinescu: På guldfiskens rygg: dikter (Pe spatele peștișorului de aur: poezii), Ellerströms, Lund, 2013 – traducere și prefață[5][69][71][78][79][80]
- Gabriela Melinescu: „Jungfrun”, „Modet att älska livet”, „Molnet”, „Narkissos”, „Mars Vivendi”, „Liv förutan död”, „Morgon”, „Att skriva”, „Gyllene regn”, „Hålet i tiden”, în Om jag inte får tala med någon nu. 27 poeter från rumänien, Bokförlaget Tranan, Stockholm, 2011, pp. 97–109.[81]
- Rohinton Mistry: En familjeangelägenhet (O simplă afacere de familie), Albert Bonniers Förlag, Stockholm, 2004; ed. a II-a, 2005[3]
- Ioana Nicolaie: Himlen i magen (Cerul din burtă), 10TAL Bok, Föreningen Pomona, Stockholm, 2013[5][69][70][71][79][80][82][83][84]
- Ioana Nicolaie: o selecție de poezii din volumul Cerul din burtă, în Om jag inte får tala med någon nu. 27 poeter från rumänien, Bokförlaget Tranan, Stockholm, 2011, pp. 275–284[82][85]
- Orhan Pamuk: Snö (Zăpada⁠(d)), Norstedts pocket, Stockholm, 2006 – din limba engleză[3][9]
- Mihail Sebastian: Dagbok 1935–1944 (Jurnal 1935–1944), Bokförlaget H:ström Text & Kultur, Umeå, 2019[5][11][55][86][87][88]
- Mihail Sebastian: I tvåtusen år (De două mii de ani), Nilsson Förlag, Höllviken, 2023[5]
- Nichita Stănescu: Ljusets böjning (Îndoirea luminii), Ellerströms, Lund, 2008 – împreună cu Gabriela Melinescu[5][23][89]
- Liliana Ursu: „Costa Gavras i Bukarest”, „Konsert för munken Vasile”, în Om jag inte får tala med någon nu. 27 poeter från rumänien, Bokförlaget Tranan, Stockholm, 2011, pp. 127–130 – împreună cu Jeana Jarlsbo⁠(d)[90]
- Varujan Vosganian: Viskningarnas bok (Cartea șoaptelor), 2244, Stockholm, 2013[3][5][69][70][71][91][92]
- Tim Winton: Vändpunkten (Punctul de cotitură), Bokförlaget Forum, Stockholm, 2007[3]

### În engleză
- Gabriela Melinescu: „Black Head, Sharp Teeth”, „Vow of Poverty, Chastity and Obedience”, „Pietà”, „Satan, Do You Love Me?”, „The Ecstasy of Limitlessness”, în Apostrof, anul XVI, nr. 10 (185), 2005, p. 37 – împreună cu Adam J. Sorkin[93]
- Gabriela Melinescu: „The Flower – Eather”, „The Ecstasy of Limitlessness”, „Satan, Do You Love Me?”, „Hebeas Corpus”, în Born in Utopia. An Anthology of Modern and Contemporary Romanian Poetry, 2006, pp. 181–183 – împreună cu Adam J. Sorkin[81]

## Premii și alte onoruri

### Premii
- 1999 – Premiul pentru traducere al Samfundet De Nio⁠(d)[7]
- 2003 – Bursa memorială „Albert Bonniers 100-årsminne”⁠(d)[7]
- 2009 – Premiul pentru traducere „Elsa Thulin”⁠(d)[7]
- 2011 – Premiul pentru traducere al Academiei Suedeze⁠(d)[7][11]
- 2013 – nominalizare la Eastern European Literature Award pentru traducerea suedeză a romanului Cerul din burtă de Ioana Nicolaie[94]
- 2016 – Premiul Letterstedt pentru traduceri⁠(d)[7][11] pentru traducerea Levanten–Österlandet[11]
- 2017 – Premiul de excelență al Institutului Cultural Român din Stockholm⁠(d)[1][95]
- 2019 – Premiul pentru traducere al Samfundet De Nio⁠(d)
- 2021 – Premiul Fundației Helge Ax:son Johnsons[51]
- 2024 – Premiul Kellgren⁠(d) al Academiei Suedeze⁠(d)[52]

### Distincții
- 2024 – Ordinul „Meritul Cultural” în grad de Ofițer, categoria F „Promovarea culturii” „în semn de apreciere pentru dăruirea și talentul cu care a asigurat traducerea în limba suedeză a unui important număr de opere literare românești, contribuind pe această cale la promovarea culturii române în Regatul Suediei”[5][8]